# Mèduls
|  | No s'ha de confondre amb Medul·les. |

Els mèduls (en llatí: Meduli) van ser un poble aquità situat a la costa atlàntica, a la part sud de la Garona. En parla el poeta Ausoni, que lloa la qualitat de les seves ostres. El país dels mèduls correspon al Medòc.